# Central Park Tower
Central Park Tower (también conocido como Nordstrom Tower) es un rascacielos de uso comercial/residencial, realizado por la Extell Development Company en Midtown Manhattan, Ciudad de Nueva York (Estados Unidos). El edificio mide 472 metros, por lo que es el segundo edificio más alto de la ciudad, y de los Estados Unidos, y es con 432 metros, el rascacielos con la última planta, más alta de América, por delante de los 386,5 metros del One World Trade Center, pero por detrás del observatorio del CN Tower con 447 metros.

## Diseño
El edificio fue diseñado por el estudio de arquitectura Adrian Smith + Gordon Gill Architecture. Los primeros siete pisos de la torre son usados por Nordstrom, una compañía estadounidense de tiendas de lujo. Desde el piso ocho al doce se alberga un hotel, mientras que los pisos restantes serán ocupados por apartamentos residenciales.

## Pent-house
Desde su inauguración se puso en venta el penthouse (siendo el departamento habitable más alto de América), que se encuentra entre los pisos 129, 130 y 131 de la torre y cuenta con siete dormitorios y once baños distribuidos a lo largo de tres pisos, además, dispone de varias cocinas, áreas de descanso, oficinas, sitio para huéspedes, entre otras salas. La suma para su compra se inició en 250 millones de dólares, sin embargo, en mayo-junio de 2024 fue vendido por una suma de 149,5 millones de dólares.